# Tonkin

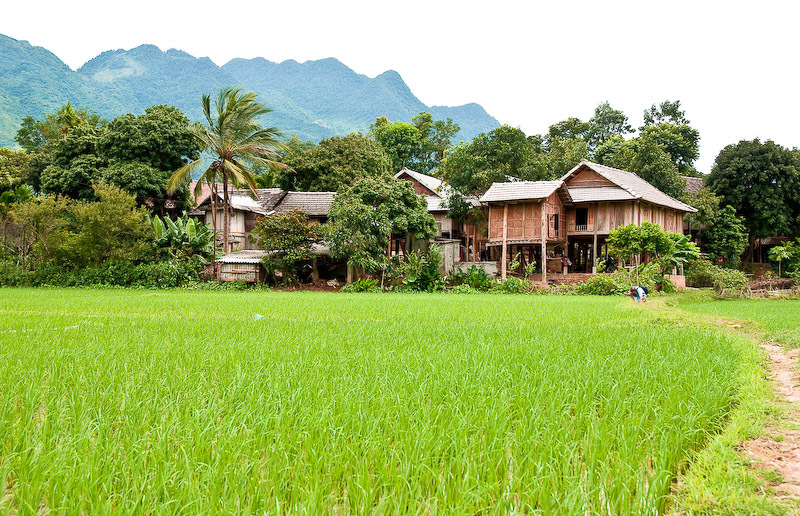
Krajobraz Tonkinu

Tonkin lub Bắc Bộ – kraina historyczna w północnym Wietnamie, obejmująca dorzecze Rzeki Czerwonej. Sąsiaduje od zachodu z Laosem, od północy z chińskimi prowincjami Yunnan i Guangxi, a od wschodu otacza go Zatoka Tonkińska.
W delcie Rzeki Czerwonej roztacza się urodzajny i gęsto zaludniony region rolniczy, uprawy ryżu, manioku, trzciny cukrowej, roślin oleistych, bawełny, juty, tytoniu i herbaty.

## Historia
Najstarsze wzmianki pochodzą z II tysiąclecia p.n.e. Plemiona Lạc Việt zamieszkujące w starożytności terytoria Tonkinu uważa się za przodków Wietnamczyków. Sama nazwa regionu wywodzi się od wiet. Đông Kinh (chiń. trad. 東京; pinyin Dōngjīng), co oznacza „wschodnia stolica”, bowiem nazwa ta pierwotnie odnosiła się do stolicy regionu – obecnego Hanoi. Od 111 p.n.e. do 938 Tonkin znajdował się pod panowaniem cesarstwa chińskiego i nosił nazwę Giao Chỉ. Następnie powstało w nim niepodległe państwo Đại Việt.
Francja zajęła Tonkin oraz położony bardziej na południe Annam po trwającej w latach 1884–85 wojnie chińsko-francuskiej. Wówczas to Francuzi nazwę stolicy przenieśli na nazwę całego regionu. Także położona najbardziej na południu część regionu Kochinchina znajdowała się pod administracją francuską jako część ich kolonii Indochin. Po 1945 region został częścią niepodległego Wietnamu.